# Bacteriófago

Estrutura de um bacteriófago T4 (Myoviridae).

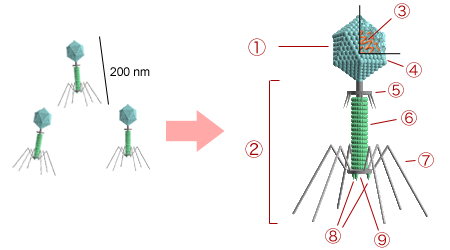
Componentes estruturais de um bacteriófago: 1. Cabeça; 2. Cauda; 3. DNA viral; 4. Capsídeo; 5. Colar; 6. Bainha; 7. Fibras; 8. Espículas; 9. Placa basal

Um bacteriófago  (ou simplesmente fago ) é um ser acelular pertencente ao grupo dos vírus (parasita intracelular sem metabolismo próprio), que infecta apenas bactérias. Da mesma forma que os vírus que infectam eucariontes, os fagos consistem numa proteína exterior protetora e no material genético (dupla hélice em 95% dos fagos conhecidos) dentro da cápsula de 5-650 Kbp (1 Kpb = 1.000 pares de bases). 

## História
Os fagos foram descobertos independentemente por Frederick Twort em 1915 e por Félix D’Herelle em 1917.  Posteriormente, em 1923, o Centro mundial de investigação e terapia por fagos foi fundado em Tbilisi, na Geórgia, sendo que o mesmo ainda hoje permanece activo, assumindo-se como uma referência na área.

## Descrição
Os fagos infectam especificamente as bactérias. Os bacteriófagos podem classificar-se como «virulentos« ou «temperados».
Os bacteriófagos virulentos obedecem a um ciclo lítico caracterizado por multiplicação viral no hospedeiro e subsequente libertação dos seus descendentes recorrendo à morte do hospedeiro. O que, por outras palavras, quer dizer que, uma vez invadida a célula, os fagos começam imediatamente com o processo de reprodução, e em pouco tempo "lisam" (destroem) a célula, lançando novos fagos.
Os fagos temperados, por seu turno, tanto podem obedecer a um ciclo lítico semelhante ao que fazem os fagos virulentos ou seguir um ciclo lisogénico. No caso dos que se regem pelo ciclo lisogénico, os fagos passam para um estado inactivo, deixando-se integrar no genoma da bactéria hospedeira, passando então a ser conhecidos como «profagos». O profago, por sua vez, multiplica-se aquando da multiplicação da bactéria hospedeira, sendo, por conseguinte transmitido, por transmissão vertical, às suas descendentes.
Sendo certo que os profagos, geralmente, não matam a célula, vigiam-na (via algumas proteínas que codificam para o efeito) o estado de seu hospedeiro. Quando a célula da bactéria hospedeira mostra sinais de stress (significando que ela esteja próxima de sua morte), os profagos tornam-se ativos novamente e iniciam seu ciclo reprodutivo, resultando na lise (destruição) de célula hospedeira. Alternativamente, em vez de se esperar para que ocorra espontaneamente, é possível induzir os fagos a replicar-se, o que por seu turno, também precipita a ocorrência do ciclo lítico, à guisa dos fagos virulentos.
Um exemplo disto é o fago lambda da E. coli.
O termo «fago temperado» foi proposto por Elie Wollman, do Instituto Pasteur em Paris, numa referência a "O Cravo Bem Temperado", de Johann Sebastian Bach. Algumas vezes, mesmo os profagos podem prover benefícios para as células hospedeiras, enquanto estão inativos, pela adição de novas funções ao genoma da bactéria, através de um fenómeno chamado conversão lisogénica. Um exemplo famoso é a inofensiva bactéria Vibrio, que se torna Vibrio cholerae, por causa de um fago, causando a cólera.

## Usos
Os fagos são muito importantes na biologia molecular, sendo utilizados como vetores de clonagem para inserir DNA nas bactérias. 
A ciência médica tem vindo a estudar o recurso aos fagos como uma alternativa aos antibióticos para tratar infecções bacterianas, em sede de uma técnica conhecida como fagoterapia ou terapia fágica. Com efeito o Centro de Engenharia Biológica (CEB) da Universidade do Minho, tem-se destacado no âmbito deste tipo de investigação.
A Phage display é um teste para investigar interações de proteínas pela integração de múltiplos genes de um banco de genes em fagos.